# Барон Эйлмер

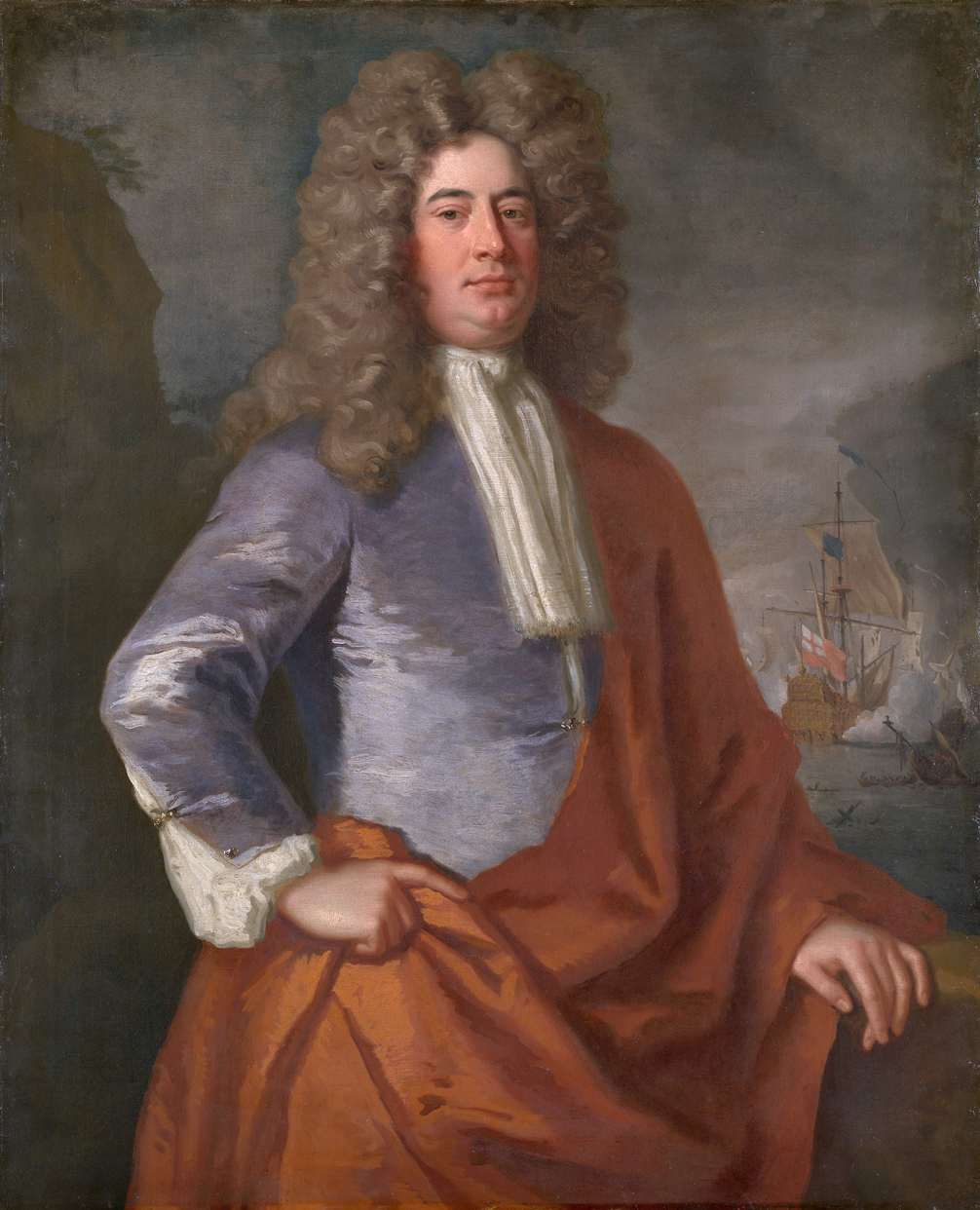
Адмирал Мэтью Эйлмер, 1-й барон Эйлмер (ок. 1650—1720)

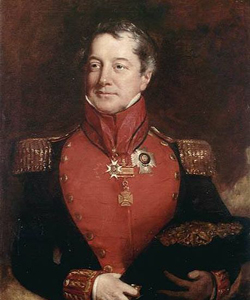
Мэтью Уитворт-Эйлмер, 5-й барон Эйлмер (1775—1850), генерал-губернатор Канады (1830—1835)

Лорд Эйлмер в графстве Мит — наследственный титул в системе Пэрства Ирландии. Он был создан 1 мая 1718 года для британского флотоводца Мэтью Эйлмера (ок. 1650—1720). Он был вторым сыном сэра Кристофера Эйлмера, 1-го баронета из Балрата. Сын лорда Эйлмера, Генри Эйлмер, 2-й барон Эйлмер (ум. 1754), представлял в Палате общин Рай (1722—1727). Внук последнего, Генри Эйлмер, 4-й барон Эйлмер (ок. 1750—1785), стал преемником своего родственника в качестве 7-го баронета из Балрата в 1776 году. Эти два титула в настоящее время остаются едиными. Ему наследовал его сын, Мэтью Уитворт-Эйлмер, 5-й барон Эйлмер (1775—1850). Он имел чин генерала армии и занимал пост генерал-губернатора Канады с 1830 по 1835 год. В 1825 году лорд Эйлмер получил королевское разрешение на дополнительную фамилию «Уитворт», которая принадлежала его умершему дяде Чарльзу Уитворту, 1-му графу Уитворту. После его смерти титул перешел к его младшему брату, Фредерику Уитворту Эйлмеру, 6-му барону (1777—1858). Он имел чин адмирала королевского флота.
Его сменил его троюродный брат, Адольф Эйлмер, 7-й барон (1814—1901), родившийся в Канаде. Он был сыном Джона Эйлмера, старшего сына адмирала Джона Эйлмера, сына преподобного достопочтенного Джона Эйлмера, четвертого сына 2-го барона Эйлмера. Его сын Мэтью Эйлмер, 8-й барон (1842—1923), был генерал-майором канадской армии. В 1977 году после смерти его третьего сына, Бэзила Адольфа Эйлмера, 11-го барона Эйлмера (1886—1977), титул унаследовал его троюродный брат, Хью Йейтс Эйлмер, 12-й барон Эйлмер (1907—1982). Он был правнуком генерал-майора Гарри Эйлмера, второго сына вышеупомянутого адмирала Джона Эйлмера. После его смерти в 1982 году титул унаследовал его троюродный брат, Майкл Энтони Эйлмер, 13-й барон Эйлмер (1923—2006). Он был внуком Фредерика Артура Эйлмера, второго сына генерал-майора Гарри Эйлмера. По состоянию на 2024 год носителем титула являлся его сын, Энтони Джулиан Эйлмер, 14-й барон Эйлмер (род. 1951).
Титул баронета Эйлмера из Балрата в графстве Мит был создан 6 ноября 1662 года в Баронетстве Ирландии для сэра Кристофера Эйлмера (ок. 1620—1671). После смерти в 1776 году его правнука, сэра Мэтью Эйлмера, 6-го баронета (1724—1776), титул унаследовал родственник последнего, Генри Эйлмер, 4-й барон Эйлмер (ум. 1785).
Семейное гнездо — Донадеа Касл в окрестностях Донадеа в графстве Килдэр.

## Бароны Эйлмер (1718)
- 1718—1720: Адмирал флота Мэтью Эйлмер, 1-й барон Эйлмер[англ.] (ок. 1650 — 18 августа 1720), второй сын сэра Кристофера Эйлмера, 1-го баронета (ум. 1671);
- 1720—1754: Генри Эйлмер, 2-й барон Эйлмер[англ.] (умер 26 июня 1754), единственный сын предыдущего;
- 1754—1766: Генри Эйлмер, 3-й барон Эйлмер (21 мая 1718 — 7 октября 1766), второй сын предыдущего;
- 1766—1785: Генри Эйлмер, 4-й барон Эйлмер (ок. 1750 — 22 октября 1785), второй сын предыдущего;
- 1785—1850: Мэтью Уитворт-Эйлмер, 5-й барон Эйлмер (24 мая 1775 — 23 февраля 1850), старший сын предыдущего;
- 1850—1858: Адмирал Фредерик Уитворт Эйлмер, 6-й барон Эйлмер[англ.] (12 октября 1777 — 5 марта 1858), младший брат предыдущего;
- 1858—1901: Адольф Эйлмер, 7-й барон Эйлмер (10 июня 1814 — 30 ноября 1901), второй сын капитана Джона Аталмера Эйлмера (1795—1849), внук адмирала Джона Эйлмера (ок. 1759—1841);
- 1901—1923: Мэтью Эйлмер, 8-й барон Эйлмер (28 марта 1842 — 11 июня 1923), старший сын предыдущего;
- 1923—1970: Джон Фредерик Уитворт Эйлмер, 9-й барон Эйлмер (23 апреля 1880 — 4 ноября 1970), старший сын предыдущего;
- 1970—1974: Кеннет Аталмер Эйлмер, 10-й барон Эйлмер (23 июня 1883 — 1 мая 1974), младший брат предыдущего;
- 1974—1977: Бэзил Адольф Эйлмер, 11-й барон Эйлмер (20 мая 1886 — 13 марта 1977), младший брат предыдущего;
- 1977—1982: Хью Йейтс Эйлмер, 12-й барон Эйлмер (5 февраля 1907 — 6 декабря 1982), сын Артура Ловелла Эйлмера (1873—1961), внук Генри Ловелла Эйлмера (1848—1882), правнук генерал-майора Генри Эйлмера (1813—1904);
- 1982—2006: Майкл Энтони Эйлмер, 13-й барон Эйлмер (27 марта 1923 — 2 августа 2006), единственный сын Кристофера Эйлмера (1890—1955), внук подполковника Фредерика Артура Эйлмера (1849—1918) и генерал-майора Генри Эйлмера (1813—1904);
- 2006 — настоящее время: Энтони Джулиан Эйлмер, 14-й барон Эйлмер (род. 10 декабря 1951), единственный сын предыдущего;
  - Наследник титула: достопочтенный Майкл Генри Эйлмер (род. 21 марта 1991), единственный сын предыдущего.

## Баронеты Эйлмер из Балрата (1662)
- 1662—1671: Сэр Кристофер Эйлмер, 1-й баронет[англ.] (ок. 1620 — сентябрь 1671), сын Джеральда Эйлмера (ум. 1662);
- 1671—1702: Сэр Джеральд Эйлмер, 2-й баронет (ок. 1640 — июнь 1702), сын предыдущего;
- 1702—1714: Сэр Джон Эйлмер, 3-й баронет (умер 2 апреля 1714), старший сын предыдущего;
- 1714—1740: Сэр Эндрю Эйлмер, 4-й баронет (умер 5 ноября 1740), младший брат предыдущего;
- 1740—1745: Сэр Джеральд Эйлмер, 5-й баронет (умер 12 июля 1745), единственный сын предыдущего;
- 1745—1776: Сэр Мэтью Эйлмер, 6-й баронет (10 апреля 1724 — апрель 1776), единственный сын Патрика Эйлмера (ум. 1739), внук 2-го баронета;
- 1776—1785: Сэр Генри Эйлмер, 7-й баронет (умер 22 октября 1785), второй сын Генри Эйлмера, 3-го барона Эйлмера (1718—1766), 4-й барон Эйлмер с 1766 года.